# Arboretum municipal de Verrières-le-Buisson
El Arboreto municipal de Verrières-le-Buisson (en francés: Arboretum municipal de Verrières-le-Buisson) también conocido como La Maison des Arbres et des Oiseaux, réserve naturelle volontaire Roger de Vilmorin, es un arboretum de carácter municipal de 1,5 hectáreas  que se encuentra en Verrières-le-Buisson, próximo a París.
El sitio está abierto de lunes a viernes para visitas de grupos con reserva y el fin de semana para todo el público en general, de 10 horas a 18 horas. Todas las visitas son gratuitas.

## Historia
El Arboretum Vilmorin es notable como uno de los primeros lugares de aclimatación en Europa, en medio del siglo XIX, de árboles y arbustos procedentes de todas las regiones del mundo. 
Variedades a menudo relatadas por misioneros y exploradores enviados por la familia Vilmorin a (Extremo Oriente, América, África del Norte, Siberia y Cáucaso).
Este arboreto de Verrières-le-Buisson es una extensión pública del Arboretum Vilmorin, este último perteneciente a la familia Vilmorin.
Por sucesión el arboreto municipal que abarca unas 1.5 hectáreas de superficie durante mucho tiempo ha pertenecido a la familia Arjuzon, antes de que el Ayuntamiento de Verrières se convirtiera en su dueño en 1975.
El municipio dio toda la gestión a una incipiente organización en ese momento, la « Maison des Arbres et des Oiseaux » ("Casa de los árboles y de los pájaros") compuesta exclusivamente de jóvenes de entre 14 y 25 años que se reúnen todos los sábados para hacer trabajos de mantenimiento en el arboreto.
La rehabilitación de este arboreto incluye varias fases:
- Intercambio de Información;
- Inventario científico de las especies presentes en el sitio con la ayuda de un comité científico;
- El desarrollo del sitio para la sensibilización del público sobre el medio ambiente.

## Colecciones
Desde principios del siglo XIX, siete generaciones de Vilmorin se ocuparon del Arboretum en un espíritu de continuidad en el mantenimiento y el desarrollo de las colecciones. 
Se trata sobre todo de variedades de : Philadelphus, Berberis, Deutzia, Quercus, Acer, Malus, Lonicera, Rhododendron y Euonymus. 
Actualmente hay más de doscientas especies de árboles maduros procedentes del hemisferio norte presentes en el arboreto. 
Está organizado en diferentes secciones:
- Superficie forestal;
- Páramo Evolutivo;
- El huerto;
- El prado de siega;
- La pradera;
- El estanque;
- Área de vivero, en el que se cultivan nuevas especies que enriquecen la diversidad del arboreto.